# Mamiya Rinzō
Pour les articles homonymes, voir Mamiya.
Mamiya Rinzō (间宫 林蔵, Mamiya Rinzō) est un explorateur japonais, né en 1780 et décédé le 13 avril 1844.
Rinzō Mamiya était un explorateur japonais de la fin de l'Époque d'Edo. Il devint ultérieurement un agent secret pour le shogunat Tokugawa. Il est surtout connu pour l'exploration et la cartographie de l'île de Sakhaline (桦太, Karafuto) en 1808, qui aboutit à la découverte que Sakhaline était en effet une île,, et non une péninsule reliée au continent asiatique, bien que cela avait déjà été découvert par La Pérouse en 1787, qui avait cartographié l'essentiel du détroit de Tartarie.
Mamiya est né en 1775 dans le district de Tsukuba (province de Hitachi), aujourd'hui Tsukubamirai (dans la préfecture d'Ibaraki).